# Charles Bowers
Charles R. Bowers (Cresco, 1889 – Paterson, 26 novembre 1946) è stato un fumettista e attore statunitense di slapstick durante l'epoca del film muto e nella prima epoca del sonoro. Era noto in Francia come Bricolo.

## Biografia
Figlio del Dr. Charles E. Bowers e di sua moglie, Mary I. Bowers, Charles Raymond Bowers nacque a Cresco, Iowa. All'inizio della sua carriera fu disegnatore per le serie animate di Mutt and Jeff presso il Barré Studio. Nei tardi anni venti, recitò in una propria serie di slapstick per la R-C Pictures e la Educational Pictures. Le sue slapstick comedy, di cui solo poche sono sopravvissute e nelle quali compaiono di frequente complessi marchingegni in stile macchine di Goldberg, sono un incredibile miscuglio di recitazione e parti animate, create utilizzando il cosiddetto Bowers Process. Bowers fece anche qualche film sonoro, fra cui It's a Bird e Wild Oysters e nel 1939 curò l'animazione del film pubblicitario Pete Roleum and his Cousins. Per otto anni durante gli anni trenta visse a Wayne, New Jersey e disegnò fumetti per il Jersey Journal. Dopo aver sofferto di una grave forma di artrite, sua moglie cominciò a disegnarli sotto la sua direzione. In seguito ad una lunga malattia, Bowers morì nel 1946 a Paterson, New Jersey e vi fu sepolto nel Cedar Lawn Cemetery. Dimenticato per decenni, il suo nome non compare in molte delle storie dell'epoca del muto, nonostante il suo lavoro fosse stato recensito entusiasticamente nel 1950 da André Breton, che incluse It's a bird fra le opere cinematografiche surrealiste fondamentali. I suoi film, ricchi di un'inventiva e di un surrealismo che gli danno una freschezza accattivante per il pubblico moderno, dopo la sua riscoperta sono stati posti ai livelli più alti fra le realizzazioni dell'epoca del muto, insieme a quelle di Charlie Chaplin, Buster Keaton, Harold Lloyd.
Dopo le prime esperienze nel mondo dei cartoons per la serie animata di Mutt and Jeff sul finire degli anni dieci, Bowers diresse ed interpretò una ventina di cortometraggi fra il 1926 e il 1928. Fra questi vanno ricordati Egged On in cui il protagonista inventa una macchina per la produzione di uova infrangibili, Now You Tell One con una scena memorabile in cui degli elefanti marciano nel Campidoglio, There It Is, un giallo surreale tra i cui personaggi ci sono Fuzz-Faced Phantom e MacGregor, uno scarafaggio detective e Many a Slip nel quale Bowers veste i panni dell'inventore di una buccia di banana antiscivolo.
Il suo lavoro, a lungo dimenticato, è stato riscoperto e rivalutato in anni recenti. I film sopravvissuti sono stati raccolti in un doppio DVD nel 2004 dal titolo Charley Bowers: the rediscovery of an American comic genius, realizzato da Image Entertainment e dalla francese Lobster Films. Nel 2008 la Ermitage Cinema ha pubblicato in Italia un doppio DVD con 8 dei suoi cortometraggi. Si pensa che molti altri lavori possano essere conservati in varie cineteche.

## Filmografia parziale
- The Extra Quick Lunch (1918)
- A.W.O.L. (1918)
- Egged On - cortometraggio (1926)
- A Wild Roomer (1926)
- He Done His Best (1926)
- Fatal Footsteps (1926)
- Now You Tell One (1926)
- Slick Sleuths (1926)
- Many a Slip (1927)
- Nothing Doing (1927)
- There It Is, co-regia di Harold L. Muller - cortometraggio (1928)
- Say Ah-h! (1928)
- It's A Bird (1930)
- Believe It Or Don't (1935)
- Pete-Roleum and His Cousins - cortometraggio (1939)
- A Sleepless Night (1940)
- Wild Oysters (1940)